# Edward Olive
Edward Olive (Dublin, 4 de janeiro 1970) é um ator de cinema e de televisão britânico nascido na Irlanda do Norte. Fala sete línguas: o inglês nativo, francês, castelhano (espanhol), português, italiano, romano e alemão. 

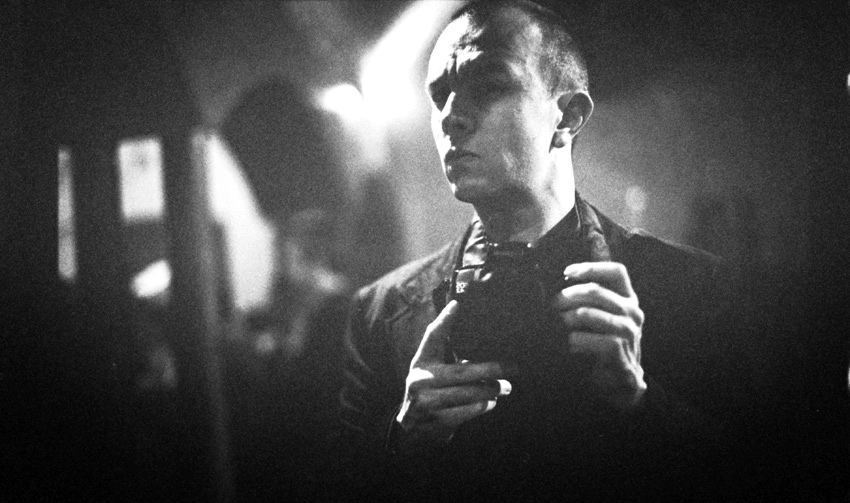
Self portrait Edward Olive.

## Filmografia
- Give and Take, and Take (2003) — Joey 'Shoes' The Lackey.
- London Street (série de televisão, 2003) — activista
- Opium (2004) — ministro inglês
- Arritmia (Vicente Peñarrocha) (2006) — analista de inteligência